# Карпенко Олександр Федорович

Карпенко Олександр Федорович — письменник, журналіст, українознавець, громадський діяч, мандрівник. Член Національної спілки письменників України.

## Життєпис
З 1959 року його родина проживала на Київщині (села Кагарлицького району: Леонівка, Стайки, місто Ржищів).
1976—1977 — вчителював у Маківській восьмирічній школі Рокитнянського району, Київської області,
1977—1979 — служив у Збройних силах рядовим солдатом.
Далі працював кореспондентом районної газети в Кагарлицькому районі, органах управління цього району. Ініціатор та організатор фестивалів народної творчості Наддніпрянщини «Червона калина», «Калиновий віночок». Автор сценарію і режисер першого на Київщині Свята Незалежності (16 липня 1991 року), під час якого було піднято синьо-жовтий прапор та виконано пісню «Ще не вмерли України ні слава, ні воля…». Ініціатор і координатор встановлення пам'ятника Т.Шевченку в м. Кагарлик Київської області.
1993 — заснував Регіональну телерадіокомпанію «ТБ Кагарлик».
1999 — головний редактор опозиційної газети «Грані».
з 2001 — кореспондент всеукраїнського видання «Сільські вісті»,
2008—2017 — член редакційної колегії газети «Сільські вісті».

## Освіта
1976 — Національний педагогічний університет імені М. П. Драгоманова, українське відділення філологічного факультету.
1992 — Київський інститут політології та соціального управління, відділення журналістики.

## Політична діяльність
1994 — депутат Київської обласної ради (висунутий обласною організацією НРУ).
2002—2006 — член Політради СПУ. Активний учасник акцій протесту «Україна без Кучми», «Повстань, Україно!», Помаранчева рев.олюція
Переслідувався режимами Кучми та Януковича.
2007 — вийшов з СПУ.

## Громадська діяльність
Перший керівник відродженої організації «Просвіта» в Кагарлицькому районі.
2005 — започаткував проект «Українці від океану до океану», мета якого духовне єднання українців всього світу.
2016 — заст.голови Міжнародної громадської організації українців «Четверта хвиля»

## Творчість
Автор близько двох тисяч публікацій на соціально-економічну та політичну тематику в газетах «Сільські вісті» та «Грані».
Історико-культурологічний проект — «Українці від океану — до океану».
2010 — книга «Українці-від моря до моря», до якої увійшли розповіді про життя 11 українських громад за кордоном (Бразилії, Італії, Польщі, Португалії, Словаччини, Росії, Казахстану, Чехії, Угорщини, Німеччини, Греції, Хорватії).
2013 — книга «Щастя на краю світу» про історію української громади Австралії.
2015 — книга «2013-2015. На межі», збірка нарисів та репортажів, які пронизані мрією про ідеальне громадянське суспільство (ГС), яке досі не сформувалося через індивідуалізм українців, котрий дістався їм після тисячоліття загарбань, голодоморів, репресій. Це, своєю чергою, не дало змоги сформувати політичну націю та збудувати ефективну державу. У розумінні автора, ГС — це велика, патріотична, думаюча субстанція, яка має бути рушієм суспільної еволюції, постійним контролером влади, генератором ідей. Автор попереджає: поки ГС недієздатне, виникає постійна спокуса революцій, котрі знищать державу. У розвинутих ГС революції не відбуваються.
Межа в цій книжці — це не лише моральна категорія, а й геополітична, оскільки Україна розташована на пограниччі між трьома цивілізаціями: євроатлантичною, мусульманською і євразійською. Внаслідок цього ментальність нашого народу розірвана між трьома центрами тяжіння. Поки не буде досягнуто внутрішньої консолідації, зовнішня інтеграція у будь-який із цих світів призведе до катастрофічних наслідків. Місія українства зберегти мир у всьому світі, задля цього вони мають виробити такий інтелектуальний продукт, який переконає весь світ не переступати цю межу.
2017 — книга «Колесо часу», збірка оповідань, написана під враженнями від поїздок в зону АТО в якості журналіста та волонтера.  Це погляд на війну через кохання, і навпаки, на кохання  через війну. Кохання і смерть — в образах білого і чорного танців, які довелося станцювати одному з героїв. Незважаючи на те, що оповідання про жахливий трагізм нашої війни, книга життєстверджувальна та оптимістична.

## Нагороди
2005 — заслужений журналіст України.
2009 — грамота Кабінету Міністрів України.